# جواد حاجی‌زاده
جواد حاجی‌زاده کلجاهی (زاده ۱۳۳۷ کلجاه) روحانی شیعه و امام‌جمعه مراغه است که با کسب ۱۹۸۶۸۷ رای بعنوان نماینده استان آذربایجان شرقی در ششمین دوره مجلس خبرگان رهبری انتخاب شد.